# La discoteca del amor
 La discoteca del amor  es una película de Argentina filmada en Eastmancolor dirigida por Adolfo Aristarain sobre su propio guion que se estrenó el 7 de agosto de 1980 y que tuvo como actores principales a Cacho Castaña, Mónica Gonzaga, Ricardo Darín y Stella Maris Lanzani.

## Sinopsis
Aventura policial sobre piratería de temas musicales donde intervienen un detective y su ayudante contra una banda de delincuentes.

## Reparto
- Cacho Castaña …Lucas Echeverry, alias Cacho Castaña
- Mónica Gonzaga …Gloria
- Ricardo Darín …Eddie Ulmer
- Tincho Zabala ...Guillermo Beaudine
- Stella Maris Lanzani …Francisca Luppo, alias Déborah
- Carlos del Burgo ...Romeo Pérez
- Silvia Pérez …Ángela
- Sergio Velasco Ferrero …Walter Pardo
- Arturo Maly …Dr. J. B.
- Tito Mendoza …Lugosi
- Eduardo Ruderman …Segundo de Lugosi
- Enrique Otranto ...Segundo de Lugosi
- Marcos Woinski …Orejas
- Enrique Latorre...Tomás Gómez
- Osvaldo Capiaggi...Paco
- Alberto Ferrós
- Luis Valles
- Adolfo Marcos
- Camilo Sesto
- Ángela Carrasco
- Tormenta
- Isidoro Chiodi
- Jorge Chernov …Cantor de protesta
- Leo Rivas …Presentador
- Adolfo Aristarain …Cameo (vendedor de disquería)
- Franco Simone
- José José
- Sonia Rivas
- Silvana Lis
- Hernán Gené
- Guillermo Chinetti
- José Cantero
- Juan Carlos Gioria
- Elena Schiavone
- Daniel Ripari
- Arturo Noal
- Alejandro Pimentel …Hombre que va al baño
- Horacio Maira …Hombre que va al baño
- Gonzalo Astorga …Patinador
- Juan Ritter …Fotógrafo
- Alejandro Arando …Fotógrafo
- Katunga

## Comentarios
Ángel Faretta en Convicción escribió:

«Es, ante todo, un jugoso homenaje al thriller norteamericano…Un universo ficticio controlado hasta en sus más mínimos detalles, ya que la trama…además del juego de citas y homenajes, ya apuntadas, constituye una sólida historia que mezcla en dosis parejas la acción más vertiginosa y el humor más desenfadado.»

La Opinión escribió:

«Una comedia distinta…por su y su dirección se alinea con las anteriores, es cierto, pero aquí todo es distinto: desde la buena compaginación hasta el trabajo individual de Tincho Zabala, Cacho Castaña, Silvia Pérez, Carlos del Burgo  Tito Mendoza.»

Manrupe y Portela escriben:

«Todo un clásico menor. Y un ejemplo de cómo hacer de un producto comercial un film interesante y divertido. Aristarain lo obtiene de su libro y de sus actores, en una parodia al cine de géneros en la que destaca el símil James Cagney que interpreta Tito Mendoza.»